# Joseph Duveen
Joseph Duveen, né le 14 octobre 1869 à Kingston-upon-Hull et mort le 25 mai 1939 à Londres, est un marchand d'art britannique, un des plus célèbres[réf. nécessaire] du XXe siècle.

## Biographie

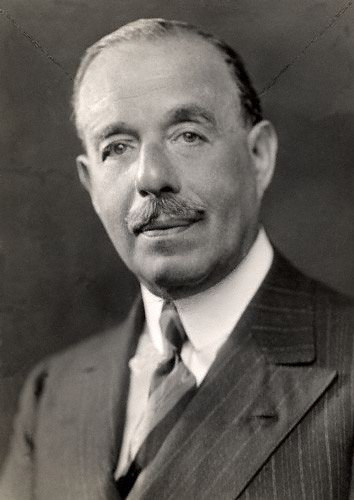
Joseph Duveen, photographié par George Charles Beresford.

### Origines familiales
Britannique de naissance, Joseph Duveen est issu d'une lignée de courtiers juifs néerlandais spécialisés dans le négoce, entre autres d'objets d'art ou précieux.
Il est le fils de Joseph Joel Duveen (en) (1843-1908), né à Meppel (Pays-Bas), installé à Hull (Angleterre) en 1866, spécialisé dans l'importation de porcelaine de luxe, de meubles français et de tapis persans. Il est associé avec M. Barnett[réf. nécessaire], dont il épouse la fille, Rosetta, qui lui donnera quatorze enfants. 
Lui et son frère cadet, Henry J. Duveen (en) (1854-1919), philatéliste renommé, fondent la compagnie Duveen Brothers, ouvrant une première filiale à Londres sur Oxford Street, puis à New York (1877), d'abord à l'angle de Broadway et de la 19e rue, plus tard sur la Cinquième avenue, alimentant les collections des nouveaux millionnaires américains du Gilded Age[réf. nécessaire].
En 1891, ils se lancent dans le commerce des tableaux anciens. En 1894, ils ouvrent une seconde galerie à Londres, sur Old Bond Street, ajoutant à leurs spécialités, les tapisseries précieuses du Grand Siècle et du baroque, dont ils prennent le monopole à l'importation[pas clair]. 
À la tête d'une entreprise largement bénéficiaire, totalisant en 1897 un profit de près d'un demi million de livres sterling[réf. nécessaire], les frères Duveen associent le jeune Joseph à cette pratique commerciale.

### Formation
Joseph est alors âgé de 28 ans. Il a suivi une formation[Laquelle ?] dans divers établissements d'enseignement[Lesquels ?].

### Carrière
Il s'illustre dans le domaine du commerce de l'art à partir des années 1900, lors de deux opérations qui font sensation dans la presse : le rachat des collections du banquier allemand Oscar Hainauer (juin 1906) et du financier français Rodolphe Kann (1907), respectivement pour £ 250 000 et £ 750 000,.
Grâce à l'expérience familiale du marché américain, Duveen avait compris, très jeune, que les fortunes accumulées aux États-Unis pouvaient désormais racheter les œuvres d'art détenues par des aristocrates et gros propriétaires terriens européens désargentés du fait de l'écroulement des revenus agraires à partir des années 1880 ; cependant, il bâtit sa fortune sur un double constat : d'une part, l'émergence d'une classe possédante américaine qui désire collectionner de l'art européen en partie rejeté par les européens eux-mêmes ; d'autre part, une mutation des collections européennes privées. Par ailleurs, il constitue pour son compte, une importante collection de tableaux.
Son baptême sur le marché de l'art remonte à juin 1901, quand le millionnaire Benjamin Altman le charge d'acheter à une vente aux enchères Lady Louisa Manners, une toile de John Hoppner, qu'il paye £ 14 752, une somme très élevée à l'époque pour une peinture de l'école anglaise ; le colis est envoyé à New York et Altman déclare ne pas aimer cette toile. Elle repart vers Londres où Duveen la revend à lord Herbert Michelham pour un prix dérisoire. Cet échec lui sert de leçon.
À partir de 1906, Duveen emploie Bernard Berenson comme expert lors de transactions sur certains tableaux de l'époque Renaissance, et travaille en lien avec l'historien d'art allemand Wilhelm von Bode : ces deux hommes mondialement reconnus, par ailleurs des rivaux, lui permettent d'exercer son regard et d'apprendre à distinguer les nombreux faux ou travaux d'élèves de maîtres qui pullulent sur le marché de pièces originales. On a appris longtemps après sa mort que Berenson était à la solde de Duveen, et certifiait vrai ou faux, à sa demande, des tableaux qu'on lui soumettait.
Durant cette même année, il s'émancipe de son père vieillissant, grâce à la complicité de son oncle Henry, prenant le contrôle financier de la firme Duween Brothers, dans laquelle seulement trois autres de ses frères seront associés, Louis, Ernest et Benjamin.
En 1907, il fait réaliser par l'architecte néoclassique René Sergent en s'inspirant du Petit Trianon de Versailles - comme son client le comte Moise de Camondo lui fera faire au  63, rue de Monceau (futur musée Nissim de Camondo) - une galerie d'exposition située en fond de cour au 20, place Vendôme, à Paris.
Les frères Duveen possèdent alors un réseau de galeries aussi important que Colnaghi, Goupil ou Knoedler. Parmi leurs clients fortunés figurent les Américains Henry Clay Frick, William Randolph Hearst, John Pierpont Morgan, Andrew Mellon, Henry Edwards Huntington, Samuel Henry Kress et John D. Rockefeller. Joseph pousse notamment le banquier Edward T. Stotesbury (en) et sa femme Eva à acquérir un mobilier somptueux pour meubler Whitemarsh Hall, l'une des plus grandes résidences privées des États-Unis.
En 1921, il vend L'Enfant bleu de Thomas Gainsborough — qui, comble d'ironie, avait appartenu à John Hoppner — au milliardaire américain Henry Edwards Huntington contre la somme de £ 182 200, près de 20 millions de francs de l'époque, un record (le tableau est aujourd'hui à la Bibliothèque Huntington).

## Donations

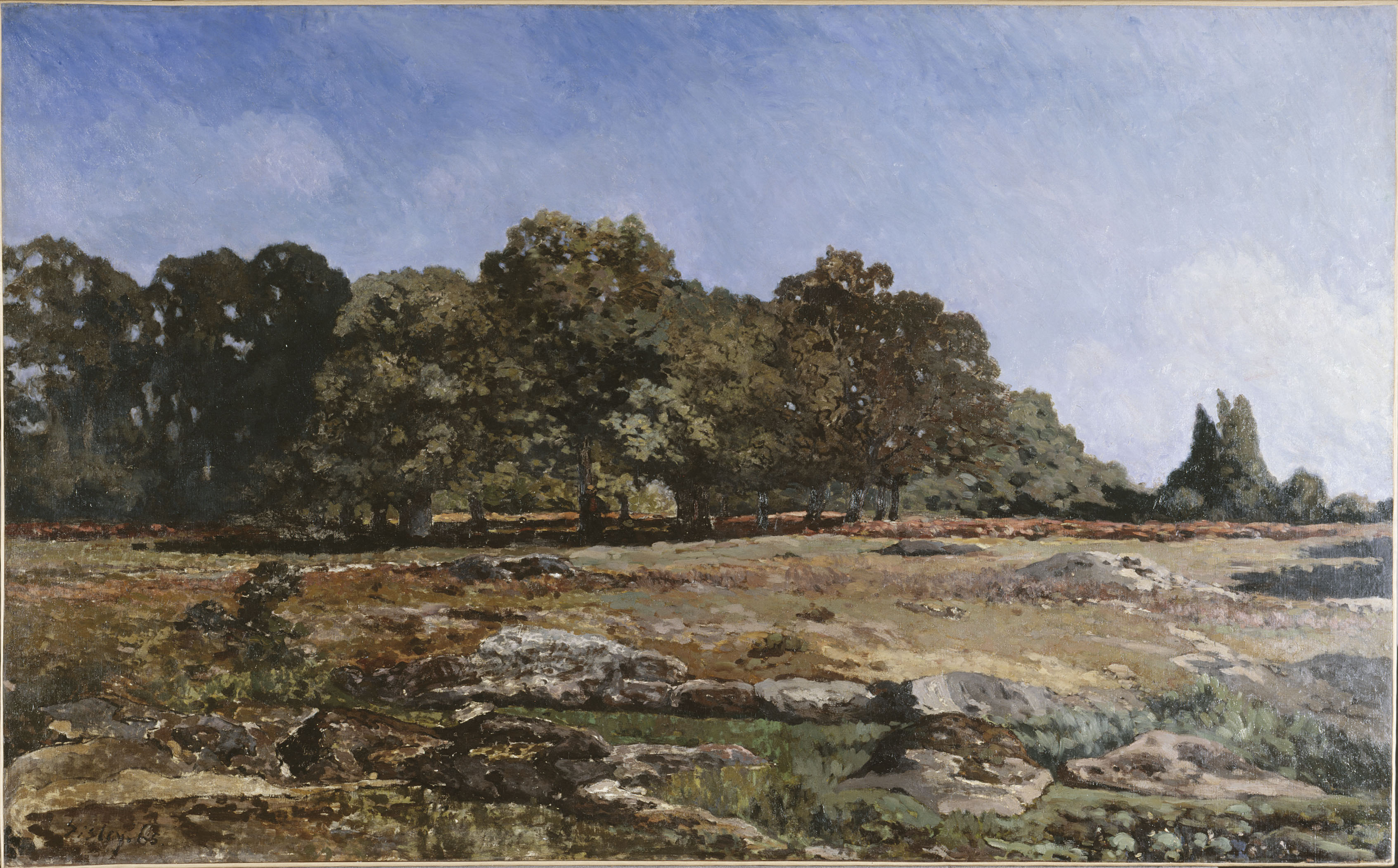
Allée de châtaigniers à La Celle-Saint-Cloud par Alfred Sisley, 1865, Petit Palais. Don de Joseph Duveen.

Duveen a fait de nombreuses donations, principalement aux musées britanniques. Il finance la construction de la Duveen Gallery au British Museum pour abriter les Marbres Elgin (inaugurée en 1939), ainsi qu'une nouvelle aile importante de la Tate Gallery : amorcée en 1908 sous l'égide de son propre père et poursuivit par lui, l'« aile Turner » comprend cinq salles accueillant les toiles de J. M. W. Turner. L'architecte commandité est W. H. Romaine-Walker (en).
Peu apprécié en France depuis l'affaire de la vente Kann, il effectue néanmoins une vingtaine de dons destinés aux musées français : par exemple, en 1920, Le Village de Knocke de Camille Pissarro, Baigneuse à Perros-Guirec de Maurice Denis et Le Vieillard au bâton de Paul Gauguin, destinés au Petit Palais, puis en 1926, les tableaux Le Violon (Centre Pompidou) de Georges Dufrénoy et Le Quartier Saint-Romain à Anse de Maurice Utrillo, ou encore en 1931, La Femme à la colombe de Marie Laurencin.

## Polémiques
Quand il offrit de construire pour le British Museum une salle destinée à abriter les marbres issus du Parthénon (acheté par l'État britannique en 1816 à lord Elgin), Duveen commandita également un « nettoyage » des dits marbres, effaçant leur patine et les quelques restes de couleurs originelles. Ce fait a été gardé secret pendant 60 ans jusqu’à ce qu’il soit exposé par l’historien William St. Clair. Le British Museum a reconnu en 1999 que « les dégâts commis à cette époque sont irréparables ».
Duveen fut également le complice, sinon le commanditaire, de plusieurs vols d'art sacré dans des églises françaises au début du XXe siècle.
Le vol le plus connu impliquant Duveen est sans doute celui du chef-reliquaire de Saint-Yrieix-la-Perche, actuellement exposé au Metropolitan Museum of Art à New York,. Ce reliquaire datant du XIIIe siècle a été volé vers 1906 par une équipe de malfaiteurs français puis envoyé au Royaume-Uni, tandis que le reliquaire original était frauduleusement remplacé par une copie fabriquée par un artisan londonien à la demande de Duveen. Duveen a ensuite revendu le reliquaire à J. Pierpont Morgan qui en fit plus tard don au "Met".
Duveen fut également cité dans huit procès pour « diffamation et dépréciation de marchandise » : en tant que marchand et expert, il opéra plusieurs fois avant même une transaction dans laquelle il n'était pas à priori impliqué, un appréciation visant faire douter l'acheteur potentiel. Ensuite, il faisait racheter la pièce dévaluée pour une somme symbolique afin de la revendre ensuite avec profit...de tels actes déloyaux, voire d'escroquerie, sont aujourd'hui plus rares sur le marché de l'art, la jurisprudence internationale les sanctionnant.
Une autre méthode consistait pour Duveen, alors reconnu sur le marché des enchères, de laisser entendre soit qu'il n'achèterait pas une pièce et laisserait ses concurrents s'en emparer, soit au contraire d'annoncer publiquement qu'il allait se ruer sur la pièce en question : dans les deux cas, il mentait et se faisant, s'arrangeait toujours pour récupérer l'objet à bon prix auprès de l'acheteur.
En 1921, Duveen est attaqué en justice par Andrée Hahn qui lui réclame 500 000 $ de dommages et intérêts, après que celui-ci a déclaré publiquement qu'une seconde version de La Belle Ferronnière attribuée à Leonardo da Vinci, appartenant à cette dernière et qui désirait la vendre, était un faux. Le tribunal mit plusieurs années à statuer et finit par renvoyer l'affaire : excédée, Andrée Hahn accepta de solder le litige avec Duveen pour un montant compensatoire de 60 000 dollars.
Son beau-frère et collègue René Gimpel (1881-1945), époux de sa sœur Florence, l'évoque à maintes reprises dans son Journal d'un collectionneur marchand de tableaux 1918-1939 (1963) et en donne cette éloquente appréciation à la suite d'un désaccord survenu entre eux à propos de l'authenticité d'un primitif français de la collection Frick, un des clients de Duveen : « [Duveen] n'a aucune connaissance en peinture, ne vend qu'étayé par des certificats d'experts, mais son intelligence lui a permis de soutenir une façade lézardée dans ce pays où il y a encore si peu de connaisseurs. »

## Titres et vie privée

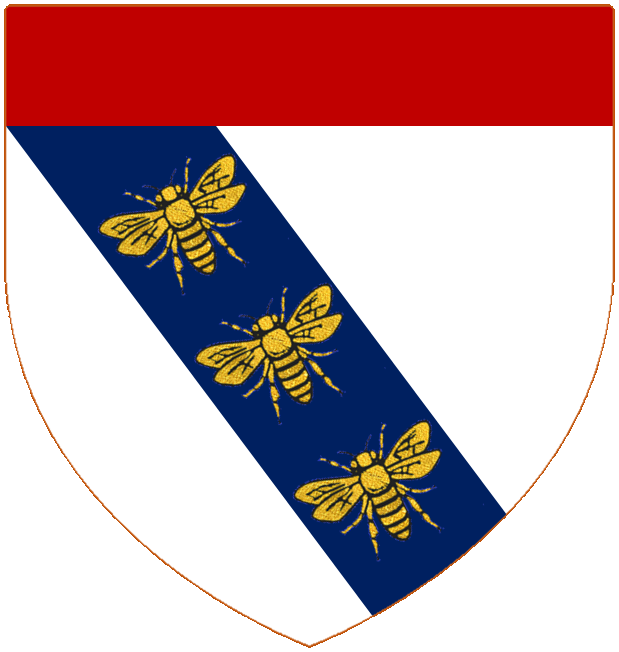
Armes du baron Duveen.

Pour ses actions philanthropiques, Joseph Duveen est fait chevalier en 1919, puis élevé au titre de baronet of Millbank in the City of Westminster, et enfin, au rang de baron Duveen, of Millbank in the City of Westminster le 2 février 1933, intégrant la pairie à la chambre des Lords.
Il épouse Elsie Salomon (1881–1963), originaire de New York, le 31 juillet 1899 dont il eut une fille, Dorothy Rose (1903–1985), qui fut longtemps à la tête du Duveen Estate.
Duveen est mort à son domicile londonien le 25 mai 1939, âgé de 69 ans et est enterré au cimetière juif de Willesden (Willesden United Synagogue Cemetery) à Londres. Sans héritier mâle, ses titres nobiliaires s'éteignirent avec lui.